# ماشيين بالعكس (فلم)
ماشيين بالعكس  فيلم مصري من إنتاج عام 2008.

## قصة الفيلم
تدور أحداث الفيلم من خلال قصة حب بين شاب وفتاة من خريجي الجامعة يبحث عن فرصة عمل لحياة كريمة ولكن تتحطم أحلامهم وآمالهم علي صخرة البطالة ويضطرون للعمل في جراج للسيارات وبعضهم باعة جائلين للعب الأطفال علي الأرصفة حتي يلتقون بابن الحارة محمد شرف الذي يعمل بقرية سياحية 

## بطولة
- نهى لطفي
- محمود عبد العظيم
- حسام داغر
- آيه حميدة
- انتصار
- محمد شرف
- مجدي فكري
- حمدي السخاوي
- مروة الخطيب
- منى حسين
- حسن عيد

## روابط خارجية
- مقالات تستعمل روابط فنية بلا صلة مع ويكي بيانات